# REAPER
REAPER(Rapid Environment for Audio Production, Engineering, and Recording)는 2005년 12월 23일, 미국의 Cockos사에서 개발한 디지털 오디오 워크스테이션이다. 작곡에서부터 믹싱, 마스터링까지 한 프로젝트 내에서 작업이 가능하다. 또한 VST뿐만 아니라 DXI와 AU을 지원하고 있다.
REAPER는 강력하고 유연한 라우팅이 특징으로 특정 트랙의 신호를 다른 VST 같은 효과 플러그인이 적용되어 있는 트랙이나 하드웨어로 송출해서 좀 더 유연한 작업을 진행할 수 있다. 모든 작업이 완료된 결과물은 WAV 뿐만 아니라 AIFF, DDP, FLAC, MP3, Ogg 포맷과 오디오 CD 이미지로 출력할 수 있다.

## 같이 보기
- 큐베이스
- FL 스튜디오